# Владимир Пецикоза
Владимир Пецикоза (Ваљево, 1. август 1977) српски је археолог и тренутно је руководилац Програма археологија у Истраживачкој станици Петница.

## Биографија
Основну школу завршио је у Ваљеву где је у току 1990. године остварио и први контакт са археологијом учествовајући на једнодневном програму за ваљевске основце у Истраживачкој станици Петница, где потом наставља даљи рад са тадашњим руководиоцем Андрејем Старовићем. Прво теренско искуство имао је у лето 1992. године где је учествовао на археолошком ископавању локалитета Бодњик у Држетићу под руководством Александра Палавестре. Исте године обнавља групу за археологију у омладинској организацији Друштво истраживача Владимир Мандић Манда у Ваљеву. Даље школовање наставља у Ваљевској гимназији где у целокупном периоду похађа семинаре, радионице и кампове у организацији Програма археологија у Истраживачкој станици Петница. Посебна пажња у том периоду била је усмерена на аналитички и методолошки рад. Филозофски факултет, Одељење за археологију, уписује 1996. године и током студија наставља активности на теренском и кабинетском усавршавању на Филозофском факултету и Истраживачкој станици Петница. У том периоду учествује на истраживањима локалитета Петница – Насеље испред Мале пећине, Петничка пећина – Дворана са вигледима, Жидовар – Бела Црква, Црквине у Ровнима, Вигњиште – Грачаница, Савинац и Вито у Брезовицама, Јеринин град у Бранговићу, црква светог Ђорђа и Анине у Ћелијама код Лајковца, Црквине – Мали Борак и многим другим. Дипломирао је код доктора Душана Михаиловића на Филозофском факултету у Београду на тему Неолитске пећи на подручију централног Балкана. Од 2006. године запослен је у Истраживачкој станици Петница као руководилац Програма археологија.

## Сфера интересовања
Сферу истраживачког интересовања везује за ваљевски крај, односно простор западне Србије – реке Сава, Колубара, Дрина и венац ваљевских планина од далеке праисторије до данашњих дана. Највећи број теренских и кабинетских активности реализоваће на овом простору учествовајући на низу археолошких рекогносцирања, ископавања и анализи покретних налаза. 
Поред тога интересовања су усмерена и на методолошке приступе и мултидисциплинарно решавање истраживачких проблема, где професиналном радом у Истраживачкој станици Петница, она има посебан значај.

## Фотографија
Од 1994. године бави се уметничком фотографијом где је постигао успехе на домаћим и међународним изложбама и такмичењима. Своје радове презентовао је у две самосталне изложбе: Пецијев дрнч 1996. године и Фотографије 2010. године. Од 2006. године у Истраживачкој станици Петница постаје руководилац специјализованог програма Школа примењене фотографија која се бави фотографијом у научно-истраживачком раду. Поред тога као сарадник – предавач учествовао је и на више различитих фото школа у организацији Фото клуба из Ваљева, Друштва истраживача Владимир Мандић Манда из Ваљева, Друштва за церебралну парализу из Ваљева, као и Школу фотографије у организацији Викимедије Србије.

## Чланство у организацијама
- Српско археолошко друштво – члан од 2007. године.
- Фото секција Друштва конзерватора Србије – члан од 2012. године.